# Тохолабали
Тохолабали — один из индейских народов, проживающих в Мексике. От «тохол абал», что означает «истинное слово» . Тохолабали на языке этого народа означает «настоящие люди». Принадлежит к народам майя. Обитают в Мексике, проживают главным образом на юго-востоке страны в район штата Чьяпас. Численность составляет 28 тыс. человек. .

## Религия и язык
В основном исповедуют католицизм. Так же встречаются представители протестантизма.
Говорят на языке тохолабаль западной ветви языковой семьи майя. Распространены также языки цельталь и испанский. По языку и культуре близки чухам.

## Основное занятие
Занимаются ручным подсечно-огневым земледелием (маис, фасоль, тыквы, с XIX века товарные культуры — кофе и сахарный тростник), разводят свиней, домашнюю птицу, местами овец, в богатых семьях — коров, лошадей. Сохраняются охота (в том числе коллективная — на оленей и пекари), рыболовство и собирательство, ремёсла (ткачество, некоторые поселения специализируются на гончарстве и плетении)

## Традиционно социальная организация тохолабалей
Проживали в небольших поселениях состоящих из 2-3 больших домов. В домах обычно проживало по 25-30 человек. Стены из тростника, в горах — из досок и бахареке. До сих пор живут в изолированном состоянии около 1500 их потомков. Брак матри- или неолокальный, преимущественно кросскузенный. До сих пор сохраняются пережитки дохристианских верований и обрядов, сохраняется традиционный фольклор.